# La figlia del bosco
La figlia del bosco è un film del 2025 diretto da Mattia Riccio, al suo esordio alla regia di un lungometraggio.

## Trama
Una giovane cacciatrice, di nome Elettra, cerca il suo compagno, Bruno, scomparso da una settimana e giunge ad una casa nel bosco. La narrazione torna a sette giorni prima, quando, al termine di una battuta di caccia in un bosco sconosciuto, Bruno perde l’orientamento e, nonostante l’esperienza da cacciatore, non riesce a ritrovare la via del ritorno. Con il calare della notte, un canto inquietante lo guida fino a una casa isolata tra gli alberi, apparentemente abbandonata. All’interno trova una tavola imbandita e inquietanti bambole di pezza, elementi che contribuiscono a rendere l’atmosfera sinistra. Non trovando nessuno, decide di consumare il pasto e trascorrere la notte lì.
Il giorno successivo cerca, nuovamente, di trovare la via del ritorno ma senza successo e si ritrova, sul calar della sera, di nuovo alla  casa misteriosa. Qui viene raggiunto da Celeste, una guida boy-scout anch’essa dispersa nel bosco e che si è allontanata dal gruppo per cercare di ritrovare la strada di casa. I due dormono nell'abitazione, separatamente, e l'indomani Celeste lascia la casa, con l'intenzione di  ricongiungersi al gruppo. Bruno fa un ennesimo, inutile tentativo di uscire dal bosco durante il quale, però, scopre dei sacchi a pelo e i resti di un accampamento di boy-scout abbandonato. La sera è di nuovo nella casa a cui giunge anche Miriam, l'altra guida scout che ha perso, perché scomparso, il suo gruppo di boy-scout. Col passare del tempo, diventa evidente che la foresta esercita un’influenza sinistra sui malcapitati, rendendo impossibile orientarsi e insinuando l'impressione di essere intrappolati da una forza invisibile che si manifesta con segnali inquietanti: suoni inspiegabili, fenomeni naturali anomali e la sensazione che qualcuno — o qualcosa — li stia osservando, confondendo e uccidendo.

## Produzione
Il lungometraggio è stato girato tra il Monte Terminillo e Monte Livata.

## Promozione
Un primo teaser trailer è stato diffuso il 20 settembre 2024, mentre una prima clip del film è stata distribuita il 4 aprile 2025.

## Distribuzione
Il film è stato distribuito in streaming su Prime Video e Tim Vision a partire dal 7 aprile 2025  
La pellicola è distribuita all'estero da Minerva Pictures.